# 투르크멘어
투르크멘어(Türkmençe (투르크멘체) (tyrkmenʧe))는 튀르키예어·아제르바이잔어와 더불어 투르크어족에 속하는 언어이다.

## 사용 국가
투르크메니스탄(공용어), 우즈베키스탄·타지키스탄·카자흐스탄 및 러시아의 스타브로폴지방과 이란의 고르간(카스피해 남동안) 부근 및 호라산주 북동부와 아프가니스탄 북부에서 주로 쓰인다. 또 터키·시리아·이라크·중국에도 사용자가 다소 있다.

## 방언
방언은 테케·요무드·에르살·사르크·사르르(또는 사라르)·쿄크렝, 노후르·아나우·에스키·스루흐·아라바추·크라치·찬두르·무쿠르·하타프·바야트·체게스 등으로 나뉜다.
언어상의 차이가 비교적 적으나, 스타브로폴 방언은 노가이어와의 접촉으로 상당히 변형되었다.

## 표준어
현재 투르크메니스탄에서 쓰는 문어는 전자, 특히 요무드 방언에 토대를 두고 있다.

## 문자
표기는 구 소련 시절에는 아랍 문자를 사용하다가 1940년부터 키릴 문자를 기본으로 하는 정서법을 썼다. 투르크메니스탄이 독립한 이후 로마자를 공식적으로 채택했지만 키릴 문자도 사용된다. 투르크메니스탄에서의 키릴 문자에서 로마자로의 정서법 개혁은 성공적으로 정착했다. 단, 로마자 정서법은 지금까지 몇 차례 있었는데, 실제로는 첫 정서법부터 최종 정서법까지 혼용되는 모습을 보이기도 한다. 구 소련 지역 밖에서는 지금도 아랍 문자를 쓰고 있다.

## 음운

### 닿소리
|                |        | 양순음 | 치음 | 치경음 | 후치경음/ 경구개음 | 연구개음 | 성문음 |
| -------------- | ------ | ------ | ---- | ------ | ------------------ | -------- | ------ |
| 비음           | 비음   | m      |      | n      |                    | ŋ        |        |
| 파열음/ 파찰음 | 무성음 | p      |      | t      | tʃ                 | k        |        |
| 파열음/ 파찰음 | 유성음 | b      |      | d      | dʒ                 | ɡ        |        |
| 마찰음         | 무성음 |        | θ    |        | ʃ                  |          | h      |
| 마찰음         | 유성음 |        | ð    |        |                    |          |        |
| 유음           | 설측음 |        |      | l      |                    |          |        |
| 유음           | 탄음   |        |      | ɾ      |                    |          |        |
| 반모음         | 반모음 | w      |      |        | j                  |          |        |

드물게 자음에서 s(с)가 /s/가 아닌 /θ/로, z(з)가 /z/가 아닌 /ð/로 발음한다는 특징이 있다. /ɡ/는 모음 사이나 장애음 옆이나 어말에서 [ɣ]로 마찰음화된다. /ʒ, f/는 외래어에서만 나타난다.

### 홀소리
|        | 전설  | 전설   | 후설  | 후설  |
| 비원순 | 원순  | 비원순 | 원순  |       |
| ------ | ----- | ------ | ----- | ----- |
| 고모음 | ɪ, ɪː | ʏ, ʏː  | ɯ, ɯː | ʊ, ʊː |
| 중모음 | ɛ     | œ, œː  |       | o, oː |
| 저모음 | æː    |        | ɑ, ɑː |       |

튀르크어족에 흔한 모음조화의 특징이 나타난다. 모음은 장단음의 구분이 있으나 일부 경우를 제외하면 보통 표기에는 반영되지 않는다. <ä>는 본래 장음밖에 없으나 외래어에서는 단음이 나타날 수 있으므로 간혹 발음 구별 기호가 붙기도 한다.

## 문법
튀르키예어·아제르바이잔어와 공통되는 특징이 많다. 오우스어군에서는 유일하게 장모음과 단모음이 음운론적으로 대립한다.